# نعناع كانينغهامي
نعناع كانينغهامي (الاسم العلمي:Mentha cunninghamii) هو نوع من النباتات يتبع جنس النعناع من الفصيلة الشفوية.